# Krešimir Švigir
Krešimir Švigir ili učestalije Krešo Švigir (Zagreb, Hrvatska, 20. prosinca 1979.) hrvatski je profesionalni hokejaš na ledu. Igra na poziciji centra. Bio je član hrvatskog KHL Medveščaka u EBEL-u i njegove podružnice KHL Medveščak II u Slohokej ligi.

## Karijera

### KHL Zagreb (1999. – 2000.)
Sezonu 1999./00. proveo je u KHL Zagreb te se nakon toga vratio u matični klub.

### KHL Medveščak (1995. – 1999, 2000.)
Švigir karijeru započinje 1995. godine u KHL Medveščak, ali tek u sezoni 2000./01. upisuje prve službene nastupe. Do 2009. godine za klub je odigrao preko 150 utakmica u hrvatskoj hokejaškoj ligi, Interligi i Slohokej ligi. U sezoni 2009./10. igra u Slohokej ligi za KHL Medveščak II, dok u EBEL-u nije imao prilike zaigrati.

## Statistika karijere
Bilješka: OU = odigrane utakmice, G = gol, A = asistencija, Bod = bodovi, +/- = plus/minus, KM = kaznene minute, GV = gol s igračem više, GM = gol s igračem manje, GO = gol odluke
| 2009./10. | KHL Medveščak    | EBEL     |  |  |  |  |  |  |  |  |  |  |  |  |  |  |  |  |  |  |
| 2009./10. | KHL Medveščak II | Slohokej |  |  |  |  |  |  |  |  |  |  |  |  |  |  |  |  |  |  |

## Vanjske poveznice
- Profil na Eurohockey.net